# ブッチギレ!
『ブッチギレ！』は、ジェノスタジオ制作による日本のオリジナルテレビアニメ作品。ツインエンジン初のオリジナルテレビアニメとなり、2022年7月から9月にかけてTOKYO MXほかにて放送された。

## あらすじ
侍が日本を支配していた時代、孤児一番星は、謎の面を被った侍たちに両親と弟を殺されて以来、仇を追って放浪していた。ある日彼は、無辜の民を斬ろうとする侍に歯向かったことで、死罪を申し渡される。斬首が待ち受けているかと思いきや、気が付けば見知らぬ屋敷に連れられ、同じく死罪を課せられた6人の男女、朔夜、白、踪玄、鈴蘭、逆太郎、某と、新選組の生き残りを名乗る藤堂平助と出会い、死罪回避の条件として、謎の襲撃者に皆殺しにされた新選組幹部の替え玉を提示する。他の罪人たちが各々の考えでそれを飲む中、一番星は侍への恨みから当初は辞退しようとしていた。ところが、新選組幹部の殺害犯が、奇しくも一番星の追う『雑面の鬼』だったことが判明し、一も二もなく新選組に加入。侍のいろはも知らぬまま、真選組局長・近藤勇として、雑面の鬼との戦いに身を投じることとなる。

## 登場人物
一番星（）
声 - 佐藤元
主人公の孤児。近藤勇の代役。誕生日は8月10日。
赤毛をリーゼントスタイルに立てた特徴的な髪型をしており、気合を入れる際は前髪を伸ばすように撫でる。
幼少期に、両親と幼い弟を雑面の鬼に殺され、自分だけは逃がされた過去を持つ。それ以来、侍という存在そのものが嫌いであり、刀を扱うことさえ嫌悪感を示すようになる。以降は雑面の鬼への復讐を誓うと共に、時には犯罪にも手を染めながら生き延びてきた。
近藤勇の代役となってからは実質的に隊士の長の立場であるのだが、根本的に頭が悪いので命令を下すようなことはできず、藤堂には頭が上がらない。生来の気風の良さからすぐに人と仲良くなれる才を持ち、任務で遊郭に潜入した際には、結果的に彼の人柄が多くの人間を救っている。一方で仲良くなった人間とは戦えず、羅生丸となった弟ツキト、飲み屋で意気投合した内山彦次郎とはまともに戦えず、捕らえるべき内山を殺してしまっている。
特に武術や剣術を習ったこともない無手勝流ながら、でたらめな動きで白との組手にも付いていける身体能力を武器に戦う。当初は刀を嫌っていたため、刀相手にも素手で挑んでいたが、雑面の鬼が扱う刀に、近藤の形見である虎徹が有効と知ってからは刀での戦闘を主とするようになる。

朔夜（）
声 - 土岐隼一
土方歳三の代役を務める暗殺者。誕生日は旧暦に存在しない1月31日。
青いメッシュのような髪を結っているのが特徴。
何事にも合理的な対応をするクールな性格。幼少期より、「闇殺し」という暗殺者組織に所属しており、物語開始時点でも800人以上を任務で殺めている戦闘のプロフェッショナル。かつて母に過度な暴力を振るっていた実父を殺害しており、それが人生で初めての殺人となっている。
藤堂の要請にも最も早く答えており、以降は愚直に『規律に厳しい土方歳三像』を守ろうとして藤堂から咎められるほど、自身の役割を全うしようとする。
佐久間象山暗殺の任務を負っていたが、暗殺に失敗し、仲間によって咎人として売られた。そのために闇殺しを離反しており、かつての師である河上彦斎も対決にて打ち破った。
闇殺しで培われた剣術、体術に加え、袖から小さなクナイを投擲するなど暗器術にも長けている。戦闘時は闇殺しの掟として、懐の小さな砂時計を返し、目の前の相手も含めたこれまでの殺害人数を口にしてから戦う。

藤堂平助
声 - 豊永利行
新選組の生き残り。
雑面の鬼の襲撃により、左目、左腕、左足を失っており、欠損部は木製の義肢で補いながらも、その実力は並の剣士を遥かに凌ぐ腕前である。茶髪に柿茶色の着物。背は小さく、替え玉の隊士たちから陰で「ちびっ子」と呼ばれている。
新選組襲撃の折、何もできないまま幹部たちを殺害されたことを悔いており、一番星ら死罪人を替え玉として登用し、新選組の体裁を保とうと奮闘する。
折り目正しく融通の効かない性格であるが、実直さでは補えない、裏の人間ならではの直感を発揮する一番星らに頭を痛めることもしばしば。とはいえ合理的な思考は持ち合わせており、朔夜が突如市井の人間を襲うことがあっても、その真意を聞いただけで行動を不問にする柔軟さも持ち合わせる。
池田屋で一番星をかばって羅生丸に切られ、後の新選組の指揮を一番星に託して前線からは退いている。

白（アキラ）/ 幾松（いくまつ）
声 - 上坂すみれ
沖田総司の代役を務める男装の剣士で、芸妓に潜入する際は幾松を名乗る。メンバー紅一点。誕生日は3月8日。
根元が桃色になった長い白髪が特徴的な美女。自身の力を試すため、藩の剣術指南役として勤めている。
常に冷静沈着で、男性相手でも毅然とした態度を取る。過去に所属していた藩の藩士から強姦されかかった際に、思わず斬り殺してしまったため、死罪に問われていた。
任務で遊郭の遊女として潜入することとなった際は、文句を言わずに従いつつも、化粧をした容姿を一番星に褒められたことには複雑な様子であった。
女ながら実力は非常に高く、本気の一番星に手を抜きながらも競り合うほど。
潜入任務で桂小五郎と知り合い、情報交換する関係になる。さらには求婚されており、応じてはいないものの含みを残した対応をしておりまんざらではなさそう。
スピンオフコミック「ブッチギレ！〜沖田総司の替え玉になりました〜」では、幕末推し歴女の女子大生が転生してしまった設定になっている。

踪玄（）
声 - 三木眞一郎
マッドサイエンティスト。山南敬助の代役。誕生日は12月9日。
緑の長髪を結った痩身の男。常に物静かな喋り方をするが、死体など興味のある物を前にすると人格が変わる。
医師であり、科学者でもある。死体を見るや解剖を申し出る、怪我人を前に助かるか解剖されるかを迫るなど、周囲を引かせるほどの変わり者であるが、隊士ともコミュニケーションを取るなど、真っ当な倫理観は備えている。
医師としての賜物なのか、人間の行動心理を一瞬で見抜く特技を持つ。
体力や剣技は全くと言っていいほどなく、戦闘ではもっぱら刀の打ち合いではなく、自作の爆薬を使って戦う。

鈴蘭（）
声 - 上村祐翔
斎藤一の代役。誕生日は6月5日。
僧侶でありながら紫の髪を伸ばし、金のアクセサリーを身に着け、軽薄に振る舞う。
自身の命を大切に考え、酒池肉林に溺れるなど仏教の僧侶としては問題ある言動を繰り返すが、民を思いやり、異教徒にも寛容な態度を見せるなど、本質的に悪人というわけではない。相当なスケベであり、白に対しても事あるごとに口説く素振りを見せる。
かつては隠れキリシタンの密葬を行っており、それがゆえに咎人として告発されてしまった。
踪玄共々、戦闘ではほぼ役立たずであるが、斎藤一の形見の刀を改造した、踪玄が開発したスタンガンの機能を持たせた錫杖で戦闘を行う。

逆太郎（）
声 - 高木渉
永倉新八の代役。誕生日は5月1日。
橙色の長髪を特徴的に刈り上げており、痩身を露出した格好をする。
「犯罪コレクター」と称されるように、この世の犯罪の全てをコンプリートしたと豪語する大悪党であるが、本質的には気前のいい兄貴肌であり、治安の悪い地帯で孤児たちを引き取って親分として彼らを育てている。
某と仲が良く、よくつるむが、一番星とも単細胞っぷりに馬が合うのか任務を共にすることがある。
戦闘では単発銃を使い、その先に永倉新八の愛刀「播州住手柄山氏繁」を銃剣として取り付ける。

某（）
声 - 落合福嗣
原田左之助の代役。誕生日は9月20日。
虎柄のように黒の入った、黄色い毛色の巨漢。
常に食べ物のことを考える暴食家であるが、基本は温厚で、書家としても高い腕前を持つ。
戦闘では怪力と、原田左之助の形見を改造した槍（柄尻には巨大な筆先が付く）を武器として扱う。

羅生丸 / ツキト
声 - 八代拓
誕生日は11月8日
京で暗躍する組織「雑面の鬼」の大将（部隊長）。謎の仮面と妖刀を京都の侍たちに配る。
その正体は一番星の弟。父の殺害直後に元帥に母を殺せば助命すると唆され、母を手にかけ「雑面の鬼」に従い養育された。
孤立させられた心理状態に崇高な使命とやらを吹き込まれると言う、典型的な洗脳手段によって元帥の忠実な手駒となり、殺人を繰り返し、ますます後戻りできないと思わされ元帥への依存を深めさせられていた。
元帥
声 - 速水奨
「雑面の鬼」の指導者。一番星の父を殺し、幼き日の羅生丸に母を殺せと命じた黒幕。人の魂をエネルギー源とする霊式兵器を以て、護国、攘夷を成すとし、切った者の魂を吸う妖刀をばらまき、京都放火で人間の魂を狩り集めようとした。真の目的は安倍晴明の復活。
松平容保
声 - 白井悠介
会津藩藩主・京都守護職。替え玉新撰組の発起人。
秋月悌次郎
声 - 石井康嗣
松平の側近。新選組には非好意的。事あるごとに見廻り組との交代を進言。会津藩の京都守護職解任も望んでおり、池田屋事件の際も会津軍の出動を遅らせた。
土御門晴雄
声 - 速水奨
陰陽道を司る公家・土御門家の当主。「雑面の鬼」元帥の正体。
河上彦斎
声 - 柳田淳一
闇殺しの一員。「雑面の鬼」の妖刀を使用。闇殺しを離れ新選組に加わった朔夜に、当初の任務通りに佐久間象山殺しの遂行を命じるが断られ、粛清しようとするが朔夜に討たれる。１７２７人を殺している。
にせ桂小五郎
声 - 宮澤正
長州藩士。遊郭で新選組が探っていたターゲット。「雑面の鬼」の妖刀を使用。佐幕派の密偵をおびき出すために桂小五郎の名を騙り吉田屋で豪遊しつつその噂を流した。密偵を確実に始末するためと吉田屋の店員、客全員を皆殺しにしようとしたが、幾千代に化けた本物の桂小五郎と新選組に阻まれ、白に討たれる。
桂小五郎
声 - 浅沼晋太郎
女装の芸妓・幾千代として遊郭「吉田屋」で初登場。左目の下に泣きぼくろがあり、同じく芸妓に扮した白を助ける。うさ耳のかんざしを武器や通信手段として使う。男装の時は灰色の長い髪を耳のあたりで纏め、両サイドに垂らしている。白と情報交換する関係を築き、報酬に頬にキスを要求するなど気のあるそぶりを見せていたが、池田屋で白の剣の腕を認め、強く賢く美しい、自分の妻にふさわしいと唇を奪う。
坂本龍馬
名前だけが佐久間象山などから語られている。佐久間象山によれば一番星に似ているらしい。秋月にも最終話で薩摩の西郷隆盛と接触していると話されている。
内山彦次郎
声 - 柳田淳一
大坂町奉行所の与力。一番星と意気投合した呑み仲間。妹のためと「雑面の鬼」に協力し資金源の白川屋の灯油価格操作を裏で糸を引いていたが、協力関係の解消を申し出たところ、羅生丸に妹の安全を盾に一番星を殺せと命じられ、妹のためなら何でもすると一番星に切りかかり、逆に討たれる。
重要証人になるはずの彼の死は新選組に解散の危機をもたらした。
加代
声 - 小岩井ことり
彦次郎の妹。ピンクの髪で眼鏡をかけている。彦次郎の動きに気付いており、一番星に京都放火計画と池田屋が攘夷派の集合地である事を伝える。
久坂玄瑞
声 - 小笠原仁
長州藩士。政務座役で京都詰めを藩より命じられている。霊式兵器を頼りに挙兵し、長州兵を率いて上洛。自身は霊式兵器の素材になるつもりで自裁したが、その魂は安倍晴明復活に使われた。
真木和泉
声 - 金光宣明
史実では久留米藩士だが、今作では長州兵を率いており、長州藩士と思われる。霊式兵器となったアームストロング砲で異国船を撃沈。上洛して来た長州兵を率いて帝を奪取すべく御所を攻撃。安倍晴明の消滅に伴い霊式兵器が無力化し、企ては失敗に終わった。
宮部鼎蔵
声 - 金光宣明
熊本脱藩浪人。京に火を放ち、帝を拉致する長州藩に協力する。そのために「雑面の鬼」と手を組む。
古高俊太郎
声 - 白石稔
攘夷志士。京に火を放ち、帝を拉致しようとする長州藩に協力する。そのために「雑面の鬼」と手を組む。新選組の枡屋御用改めから宮部を逃がし捕まる。朔夜の拷問で京都放火帝拉致計画を漏らすも、実行犯の集合地を「雑面の鬼」の潜む島村屋と伝え、晴明神社で放火を計画していた「雑面の鬼」の発見につながった。
佐久間象山
声 - 飛田展男
松代藩士。上洛し開国論を説く蘭学者・洋式砲術家。池田屋事件後、羅生丸に殺される。その前に「雑面の鬼」の護国計画を聞き出すが時代遅れと切って捨て、洗脳あるいは依存状態にある羅生丸自分の頭で考えろと喝破し、「雑面の鬼」の異国船爆破計画をダイイングメッセージに残す。
数々の業績の一つとしてスクリュー駆動の実験船を開発しており、「雑面の鬼」に乗っ取られた異国船の追跡に使われた。
安倍晴明
声 - 徳留慎乃佑
現代に蘇った上代の陰陽師。対異国用の兵器として巨大な骸骨の姿で召喚される。土御門晴雄を依り代にして本物の新選組幹部を殺害。後により優れた依り代である羅生丸を依り代にし、五芒星の儀式により集めた魂に骸骨状態から受肉し替え玉隊士たちを襲う。一度は替え玉隊士たちに倒されるが、土御門の魂を得てさらに完全な状態になって復活。しかし依り代の羅生丸の自害により消滅した。

## 制作

### スタッフィング
少年漫画のような雰囲気を出すため、キャラクターデザインには漫画『シャーマンキング』で知られる漫画家の武井宏之が起用された。

### セッティング
監督を務めた平川哲生は、死亡した新選組メンバーに代わり罪人たちが替え玉を務めるという設定にした理由について、「新選組は何度も映像化されて、こすられすぎているだろう、というのがあって。」と立命館大学映像学部学生チームによるインタビューの中で答えており、替え玉がアニメ向きの題材だったとも述べている。また、不良という要素の導入は武井の提案によるものである。
「ブッチギレ!」という題名は、100を超えるタイトル案の中から決まった。また、死亡した新選組メンバーに代わり罪人たちが替え玉を務めるという設定から、本物の悪党というよりは不良のような雰囲気を出すため、それらしい当て字が用いられ、同様のコンセプトは、一番星という主人公の名称や、刀が光る演出などにも関わっている。

### キャラクターデザイン
登場人物の一人である藤堂平助は、原案の時点においては武井の代表作『シャーマンキング』の主人公・麻倉葉とデザインが似ていたため、隻眼にしたりするといった調整が行われた。

### 演技・キャスティング
声優の大半はオーディションではなく指名で起用されたが、それぞれがイメージに合っていたとプロデューサーの浅沼航太郎は学生チームとのインタビューの中で振り返っている。
演技に当たっては、事前に登場人物の基本情報をまとめたキャラクターシートを作成し、それを演者に渡していた。具体的な演技の方向性は声優に任していたものの、制作チームからキャラクター性を強化するために指示を出すことがあった。
制作当時はCOVID19の流行が続いていたため、収録は3、4人のグループに分かれて行われたが、メインの8人の収録の時間帯を近づけるなどの配慮がとられた。これにより、別のチームの収録をスタジオの外で聞いて演技の参考にすることができたと、朔夜役の 土岐隼一はアニメイトタイムズとのインタビューの中で述べており、インタビューに同席していた佐藤も肯定している。
一番星役の佐藤元は、もともと幕末ファンであり、今までにない近藤勇を演じられてうれしかったとナタリーとのインタビューの中で話している。
佐藤はナタリーとのインタビューの中で、今まで自分が演じてきた声の大きいキャラクターは、いざというときに冷静になることもあるが、一番星はうるさい上に一度走り出したら人の言うことを聞かないタイプなので、演じていた自分も制御できなくなることがあったと振り返っている。また、佐藤は一番星を演じる上では力強さが武器になると考え、マイクを壊すほどの勢いで演じようとしたとナタリーとのインタビューの中で述べており、時には感染防止用のカーテンが揺れることがあったと振り返っている。
藤堂平助役には豊永利行が起用された。
藤堂は新選組メンバー（本物）の中で唯一の生き残り且つ、他のキャラクターとも話し方が異なるという難しい役どころだったが、豊永の解釈や対応の仕方により、自分の想像以上に良いキャラクターになったと平川は学生チームとのインタビューの中で振り返っている。
羅生丸を演じていた八代拓はもともと一番星役のオーディションに参加していたが、その際の演技が羅生丸向きだったことから、そのまま羅生丸役に抜擢された。
佐藤は、第10話「マモレ！亜米利加黒船」で一番星と羅生丸が殺し合う場面は、様々な思いが交錯する様子が印象的だったとしつつも、八代との掛け合いが楽しかったとナタリーとのインタビューの中で振り返っており、「八代さんが僕の熱量を買って、どんどん上げていってくださって。その感じでくるならもっと僕も熱量を上げてやろうというような相互作用が生まれていました。」とも話している。
物語のラスボス・安倍晴明役には当時佐藤と同じ事務所に所属していた徳留慎乃佑が起用された。徳留と佐藤はトーク番組「げんしんブラザーズ」で司会を務めており、佐藤はナタリーとのインタビューの中でまさか監督がこの番組を見ているとは思わなかったと話しつつも、今の自分の芝居を同期に魅せられたのは非常にうれしかったとも話している。

## スタッフ
- 監督・シリーズ構成 - 平川哲生[2]
- キャラクター原案 - 武井宏之[2]
- キャラクターデザイン - 横田匡史[2]
- サブキャラクターデザイン - 川村敏江、小園菜穂[2]
- プロップデザイン - ヒラタリョウ、石森連
- 色彩設計 - のぼりはるこ[2]
- 美術 - インスパイアード[2]
- 美術監督 - 西口早智子[2]
- 美術アドバイザー - 増山修[2]
- 美術設定 - 大原盛仁
- 撮影監督 - 設楽希[2]
- 3DCGディレクター - 秋元央[2]
- 編集 - 須藤瞳[2]
- 音響監督 - 矢野さとし[2]
- 音響効果 - 神保大介[2]
- 音響制作 - Ai Addiction[2]
- 音楽 - 高梨康治
- 音楽制作 - フジパシフィックミュージック、グロリア
- 音楽プロデューサー - 舩橋宗寛
- プロデューサー - 浅沼航太郎、亢越
- アニメーションプロデューサー - 佐藤悠平
- アニメーション制作 - ジェノスタジオ[2]
- 製作 - 「ブッチギレ！」製作委員会（ツインエンジン、bilibili）

## 主題歌
「一番光れ!-ブッチギレ-」
西川貴教によるオープニングテーマ。作詞・作曲は草野華余子、編曲はゆよゆっぺ。
「断罪デモクラシー」
自象存在name-lessによるエンディングテーマ。作詞・作曲・編曲も同じ。

## 各話リスト
タイトルは全て「○○！○○○」で統一されている。
| 話数     | サブタイトル              | 脚本     | 絵コンテ          | 演出     | 作画監督                                                                | 総作画監督        | 初放送日      |
| -------- | ------------------------- | -------- | ----------------- | -------- | ----------------------------------------------------------------------- | ----------------- | ------------- |
| 第一話   | タバカレ！咎人新選組      | 平川哲生 | 平川哲生          | 一居一平 | 小園菜穂 川村敏江 林あすか 一居一平                                     | 横田匡史          | 2022年 7月8日 |
| 第二話   | ヒカレ！形見の日本刀      | 平川哲生 | 平川哲生          | 鈴木薫   | 宮西多麻子 八木元喜                                                     | 川村敏江          | 7月15日       |
| 第三話   | ヨソオエ！遊郭潜入        | 杉原研二 | 森邦宏            | 森邦宏   | 平野絵美 中山みゆき 耳浦朋彰 宮西多麻子 戸沢東                          | 横田匡史 山田正樹 | 7月22日       |
| 第四話   | サグレ！謎の妖刀          | 猪原健太 | 大倉雅彦 平川哲生 | 村山靖   | 阿形大輔 粟井重紀 西川真人 牧内ももこ チャン ホアン 王斌 斎藤晴輝       | 川村敏江          | 7月29日       |
| 第五話   | ミセロ！坊主と医者の意地  | 伊神貴世 | 島村大輔          | 島村大輔 | 和泉百香 佐野勝 島崎望 福井麻記 降籏秀吉 迎千葉瑠 山道到威              | 横田匡史 山田正樹 | 8月5日        |
| 第六話   | カチコメ！悪徳白川屋      | 杉原研二 | 大嶋博之          | 大嶋博之 | 加藤明日美 二宮奈那子 高橋斐子 耳浦朋彰 宮西多麻子 戸沢東 柳昇希 金慶縞 | 川村敏江          | 8月12日       |
| 第七話   | フセゲ！新選組解散        | 猪原健太 | 一居一平          | 一居一平 | 小園菜穂 耳浦朋彰 林あすか                                              | 山田正樹          | 8月19日       |
| 第八話   | ブッコメ！池田屋事件      | 平川哲生 | 平川哲生 石倉礼   | 荒木澄史 | 八木元喜 平野絵美 宮西多麻子 二宮奈那子 高橋斐子                        | 川村敏江          | 8月26日       |
| 第九話   | ハセロ！人の想い 鬼の想い | 伊神貴世 | 島村大輔          | 島村大輔 | 和泉百香 佐野勝 福井麻記 山本恭平                                       | 山田正樹          | 9月2日        |
| 第十話   | マモレ！亜米利加黒船      | 杉原研二 | 大嶋博之          | 深瀬重   | 杉谷光一 中山みゆき 八木元喜 加藤明日美 袴田裕二 押田萌菜 齋藤晴輝 陳亮 | 川村敏江          | 9月9日        |
| 第十一話 | ツッパシレ！京都大決戦    | 猪原健太 | 平川哲生          | 森邦宏   | 高橋斐子 田寄雅郁 岩田幸大 林あすか 川村敏江 柳昇希 金慶鎬 王斌         | 山田正樹          | 9月16日       |
| 第十二話 | ブッチギレ！咎人新選組    | 猪原健太 | 島村大輔          | 鈴木薫   | 梅津茜 平野絵美 耳浦朋彰 日向正樹 宮西多麻子 佐藤麻里那 杉谷光一        | 川村敏江          | 9月23日       |

## 放送局
| 放送期間                 | 放送時間                     | 放送局       | 対象地域 | 備考                                 |
| ------------------------ | ---------------------------- | ------------ | -------- | ------------------------------------ |
| 2022年7月8日 - 9月23日   | 金曜 22:30 - 23:00           | TOKYO MX     | 東京都   |                                      |
|                          | 金曜 23:30 - 土曜 0:00       | BS11         | 日本全域 | BS放送 / 『ANIME+』枠                |
| 2022年7月13日 - 9月28日  | 水曜 1:55 - 2:25（火曜深夜） | 静岡放送     | 静岡県   | 『アニメ6区』枠                      |
| 2022年7月14日 - 9月29日  | 木曜 23:00 - 23:30           | AT-X         | 日本全域 | CS放送 / リピート放送あり            |
| 2022年7月15日 - 9月30日  | 金曜 0:30 - 1:00（木曜深夜） | 岐阜放送     | 岐阜県   |                                      |
|                          | 金曜 1:59 - 2:29（木曜深夜） | 南海放送     | 愛媛県   |                                      |
| 2022年7月28日 - 10月13日 | 木曜 1:18 - 1:48（水曜深夜） | 長崎文化放送 | 長崎県   | あに。枠 / 初回は1:43 - 2:13に放送。 |

インターネットでは2022年7月8日より毎週金曜日22時30分に、Amazon Prime VideoおよびひかりTVにて配信。

## BD / DVD
| 巻          | 発売日         | 規格品番   |
| ----------- | -------------- | ---------- |
| DVD BOX     | 2022年10月26日 | VPBY-14172 |
| Blu-ray BOX | 2022年10月26日 | VPXY-72016 |

## 漫画
スピンオフ漫画『ブッチギレ！〜沖田総司の替え玉になりました〜』が2022年7月8日よりピッコマで連載。シナリオは白土夏海、漫画は南風麗魔。

## 反響

### 放送前の反響
PVが公開された時点では、日本国内外の武井のファンを中心に反響が起きた。